# Viva la muerte (film)
Pour les articles homonymes, voir Viva la muerte.
Pour plus de détails, voir Fiche technique et Distribution.
Viva la muerte est un film franco-tunisien réalisé par Fernando Arrabal et sorti en 1971. Il traite de la guerre civile espagnole à travers les yeux d'un enfant de 10 ans. 
Avec Claudine Lagrive, Fernando Arrabal coécrit le scénario d'après son livre semi-autobiographique, Baal Babylone. Il est aussi acteur dans le film.
L'expression espagnole ¡Viva la muerte! (français : Vive la mort) est un cri de ralliement du camp franquiste pendant la guerre d'Espagne.

## Synopsis
Le pays n'est pas nommé mais le film se situe après la guerre d'Espagne, sous le régime franquiste. Des soldats passent sur une route en criant : « Les traîtres seront punis. Nous tuerons, s'il le faut, la moitié de la population. Viva la muerte ! » Fando, un garçon d'une dizaine d'années, est caché au bord de cette route. Il se souvient de son enfance et cherche à comprendre pourquoi son père a disparu. Il ne tarde pas à découvrir que c'est sa mère, pieuse catholique, qui a dénoncé son mari en l'accusant d'athéisme et d'antifascisme. Déchiré par ces révélations, Fando va enquêter de bureau en bureau pour savoir ce qu'est devenu son père, sans obtenir de réponse. Dans un pays cadenassé par la censure et les interdits religieux, Fando, partagé entre haine et amour pour sa mère et l'espoir de retrouver son père vivant, va enfanter autant de délires sexuels que morbides, en un flot de symboles et de réminiscences. Hospitalisé, il est opéré du cœur. Ses visions s'amplifient et deviennent intolérables. Il finit par s'enfuir de l'hôpital quand sa seule amie lui apprend que son père est vivant et qu'il a rejoint le maquis.

## Tournage
Arrabal étant interdit de séjour dans l'Espagne franquiste, les prises de vue extérieures se font en 1970 à Hergla en Tunisie, où Roberto Rossellini a tourné Les Actes des Apôtres en 1968, grâce aux 400 000 francs accordés par la commission française d'avance sur recettes. Il choisit un jeune Tunisien comme acteur principal, Mehdi Chaouch, frère aîné de la future star de la radio tunisienne Donia Chaouch, prend Férid Boughedir comme premier assistant et Hassen Daldoul comme producteur.
Arrabal utilise dans son film des caractéristiques locales d'Hergla. Le coiffeur du village pratiquant la « saignée de soulagement » par la pose de ventouses sur la nuque incisée de coups de lame de rasoir, il ajoute une scène où le petit garçon voit son grand-père subir cette saignée chez le coiffeur. Hamda, l'un des chauffeurs tunisiens de l'équipe, se porte volontaire comme doublure pour prêter sa nuque le temps d'un gros plan. On trouve également dans le film la technique des habitants d'Hergla de confection de nasses ou scrottins en joncs tressés pour la pêche, dans lesquels le petit Fando se cache, ainsi que la mise en valeur de l'architecture des maisons traditionnelles d'Hergla avec leurs lits creusés en hauteur dans le mur et leur rangement creusé en-dessous. Fando court également dans le cimetière marin d'Hergla et la tradition tunisienne des combats de béliers apparaît dans ses rêves.
Un court métrage documentaire sur le tournage est réalisé par Abdellatif Ben Ammar, Sur les traces de Baal, du nom original du film issu du roman semi-autobiographique d'Arrabal, Baal Babylone, le nom de Viva la muerte ! n'ayant été attribué que plus tard.

## Réception du film
Le film est interdit de sortie en Espagne, ainsi qu'en Tunisie. En France, la commission de contrôle des films demande son interdiction totale par 18 voix contre 4. Il est cependant autorisé à être projeté dans son intégralité au Festival de Cannes 1971, et ne reçoit son visa d'exploitation que le 22 juin 1981 grâce au ministre de la Culture Jack Lang, assorti d'une interdiction aux moins de douze ans. Il fait l'ouverture de la Semaine de la critique en mai 1971. Pour Henry Chapier, cet « essai passionnant fait revenir le cinéma à ses ambitions profondes, et nous rappelle une époque où le film voulait être d'abord une œuvre, dont le créateur se fichait éperdument de savoir si elle serait rentable un jour... ». Claude Mauriac insiste même sur la noblesse du film : « Aucun plan, même atroce, qui soit gratuit. Il n'y a pas, chez Arrabal, la moindre arrière-pensée de provocation. Le seul scandale, ici, est celui de la vérité. La beauté n'est jamais scandaleuse ». Quant à Jean de Baroncelli, il parle d'un « poème du déchirement, de la cruauté et de la barbarie » reflétant « dans son tumulte le drame toujours vivant de la guerre civile ».
John Lennon, enthousiasmé par Viva la muerte, vient à la rencontre d'Arrabal au festival de Cannes en sifflant la musique du film. Pablo Picasso peint pour lui un tableau intitulé Viva la vida et charge Luis Buñuel de lui porter ce cadeau.

## Fiche technique
- Titre original : Viva la muerte
- Réalisation : Fernando Arrabal
- Assistant-réalisation : Férid Boughedir
- Scénario : Claudine Lagrive et Fernando Arrabal d'après son roman Baal Babylone (éditions Julliard, 1959)
- Conseiller technique : Jacques Poitrenaud
- Décors et sculptures : Hachemi Marzouk
- Dessins : Roland Topor
- Photographie : Jean-Marc Ripert
- Son : Pierre-Louis Calvet
- Montage : Laurence Leininger
- Musique : Jean-Yves Bosseur
- Production : Hassen Daldoul, Jean Velter
- Sociétés de production : Isabelle Films (France), SATPEC (Tunisie)
- Société de distribution : Accatone (France)
- Pays de production :  France,  Tunisie
- Langue originale : français
- Format : 35 mm — couleur par Eastmancolor — 1.66:1 — son monophonique
- Genre : drame
- Durée : 90 minutes
- Date de sortie : France : 16 mai 1971 (Festival de Cannes)
- Classifications CNC : interdit aux -12 ans, art et essai (visa d'exploitation no 37653 délivré le 22 juin 1981)

## Distribution
- Fernando Arrabal
- Mohamed Bellasoued : le colonel
- Mehdi Chaouch : Fando
- Victor Garcia : Fando à 20 ans
- Jean-Louis Chassigneux : le grand-père
- Suzanne Comte : la grand-mère
- Núria Espert : la mère
- Anouk Ferjac : la tante Clara
- Víctor García : le jeune homme
- Ivan Henryques : le père
- Jazia Klibi : Thérèse

## Bande originale
- 45 tours simple Barclay 61452L :
  - Face A : Ekkoleg (« jeu d'écho »)[9], paroles et musique de Grethe Agatz (1913-2004), chanson interprétée en danois[10].
  - Face B (pas dans le film) : Siesta (instrumental), musique d'Eddie Barclay (crédité sous son nom de naissance, Édouard Ruault) et Raymond Le Sénéchal.
- 45 tours simple Bocaccio Records B-32510 :
  - Face A : Ekkoleg.
  - Face B (pas dans le film) : Juegos (Jacques Denjean).

## Restauration
La restauration du film est achevée en mars 2022 et présentée au Festival de Cannes dans la section Cannes Classics le 24 mai.
Viva la muerte est scanné et restauré en 4K par la Cinémathèque de Toulouse à partir du négatif original image 35 mm, du négatif son 35 mm de la version française, et d'un élément interpositif 35 mm, contenant le générique de fin qui était absent du négatif. La numérisation et la restauration de l'image sont réalisées par le laboratoire de la Cinémathèque de Toulouse, avec la collaboration de Fernando Arrabal. Les travaux de numérisation et restauration du son sont effectués par le studio L.E. Diapason. Cette restauration est rendue possible grâce au soutien d'Arrabal, du ministère tunisien des Affaires culturelles, de Mohamed Challouf (Association Ciné-Sud Patrimoine, Tunisie) et de Samir Zgaya (ministère tunisien des Affaires culturelles).
L'édition DVD et Blu-ray sort le 28 juin 2023 aux éditions Montparnasse.